# Onthophagus xanthochlorus
Onthophagus xanthochlorus là một loài bọ cánh cứng trong họ Bọ hung (Scarabaeidae).